# Нільс Веркойєн
Нільс Веркойєн (нід. Nils Verkooijen нар. 12 березня 1997 р. в м. Гарлем, столиці Північної Голандії, Нідерланди) — нідерландський актор, котрий почав кар'єру в 2004 році. Найбільш відомими його ролями стали «Таємний лист», 2010 р., «Хороші діти не плачуть», 2012 р., «Боббі та мисливці за привидами», 2013 р. та фільм «Вибачте!», 2014.

## Біографія
Кар’єра Нільса розпочалася у 2004 році, коли йому було 7 років. Першою його роллю стала зовсім не примітна короткометражка «Енгель та її брат». Вже 2005-го Нільс зіграв у успішнішому проекті «Коника для Вінки». Його тут же помітили продюсери та режисери, запросивши молодого та перспективного актора взяти участь у нових проектах. Потім у Нідерландах вийшла нова картина за його участю серіал «Ван Спейк», 2006-2007.
Нільс знявся в багатьох серіалах, таких як: «Маастрихтські копи», 2007, «Де коні Санта Клауса?», 2007, «Сигнальний пост Гаги», 2011, «Правила виживання», 2011-2012, «Вбивча жінка», 2012. У кар'єрі Нільса був також досвід озвучування, він озвучив героя картини «Синок», 2011 — Sonny Boy. Крім того, знявся в таких фільмах, як «Таємний лист», 2010, «Дік Тром», 2010), «Нові хлопці нітро», 2011, «Хороші діти не плачуть», 2012, «Боббі та мисливці за привидами», 2013.
У 2015 році закінчив Театральну академію Маастрихта.
Станом на 2024 рік Нільс продовжує зніматися у фільмах, займатися акторською майстерністю. Зокрема, знявся у серіалі «Бодем», 2024 року.
Також відомо, що Нільс Веркойєн веде особисту сторінку в соцмережі Instagram.

## Фільмографія

### Фільми
Фільми, в яких знявся Нільс:
| Рік      | Назва фільму                                   | Роль                 |
| -------- | ---------------------------------------------- | -------------------- |
| 2004 рік | Ангел і Брат                                   | Брат                 |
| 2005 рік | Кінь Сінтерклааса                              | Нільс                |
| 2006 рік | Ковбаса                                        | Маленький хлопчик    |
| 2007 рік | Жучок                                          | Макс                 |
| 2007 рік | Де кінь Сінтерклааса?                          | Йоріс                |
| 2009 рік | липень                                         | Мік                  |
| 2010 рік | Секретність листа                              | Томас                |
| 2010 рік | Дік Тром                                       | Віктор               |
| 2011 рік | Коллінз Космос                                 | Робін                |
| 2011 рік | Нові діти нітро                                | Саркастичний хлопчик |
| 2012 рік | Хороші діти не плачуть                         | Джоеп                |
| 2013 рік | Боббі та мисливці за привидами                 | Боббі                |
| 2013 рік | Вибачте!                                       | Джастін              |
| 2013 рік | Bros Before Hos                                | Хлопчик знімає фільм |
| 2013 рік | 20 лежень, 4 батьків і яйце на вільному вигулі | Ділан ДеЛахей        |
| 2014 рік | Таємниці війни                                 | Лео                  |
| 2014 рік | Танці на вулкані                               | Маартен              |
| 2015 рік | Міхель де Руйтер                               | Анхель де Руйтер     |
| 2015 рік | Історія Baron 1898 ( Efteling )                | Йохем                |
| 2016 рік | Коліна на ложі зі скрипками                    | Том                  |
| 2017 рік | Буря: вогняні листи                            | Сільський житель     |
| 2017 рік | Рон Гуссенс, малобюджетний каскадер            | Себе                 |
| 2020 рік | Берлін Александерплац                          | Берта                |
| 2022 рік | Зустрів мене                                   | Лоренс               |
| 2022 рік | Почуття хлопців: стояти поруч зі мною          | Старший брат         |

### Телебачення
Телесеріали, в яких знявся Нільс:
| Рік                      | Назва серіалу             | Роль                         |
| ------------------------ | ------------------------- | ---------------------------- |
| 2005 рік                 | Буря                      | Том                          |
| 2006/2007                | Ван Спейк                 | Біллібоб Брауерс             |
| 2005/2008                | Адвокати Keyzer & De Boer | Том Ломмен                   |
| 2008 рік                 | S1NGLE                    | Хлопчик                      |
| 2010/2011                | Приховані історії         | Барт (2010) / Джейден (2011) |
| 2011 рік                 | Сигнальний пост Гаага     | Руді Маасдейк                |
| 2011 рік                 | Як мені вижити?           | Денні                        |
| 2012 рік                 | Жінка-вбивця              | Яннес Бейкер                 |
| 2012 - по теперішній час | Поверх на мл.             | Різні ролі                   |
| 2013 рік                 | Копи Маастрихта           | Грабіжник на мотоциклі       |
| 2014 рік                 | У Den Gulden Draeck       | Хендрік Пітерс               |
| 2014 рік                 | Жінка-вбивця              | Хайн                         |
| 2014 рік                 | щасливого Різдва          | Томас Вролійк                |
| 2015 - 2016 роки         | Чорний тюльпан            | Роббі Шеффер                 |
| 2016 рік                 | Меланхолія                | Рікі Мандерс                 |
| 2017 рік                 | Підозрювані               | Роббі Хугланд                |
| 2018 рік                 | Літо в Зеландії           | Джерун                       |
| 2018 рік                 | Копи Роттердама           | Член банди                   |
| 2020 рік                 | Арес                      | Арес Новачок                 |
| 2020 рік                 | Копенселлери              | Журналіст                    |
| 2024 рік                 | Бодем                     | Бліксем                      |